# Köpetdag Aşgabat
Köpetdag Aşgabat (Russisch: Копетда Ашхаба́д) is een Turkmeense voetbalclub uit de hoofdstad Asjchabad. De club is ook bekend onder de Russische naam Kopetdag Asjchabad. De club werd al zes keer landskampioen, voornamelijk in de begindagen van het Turkmeense voetbal.

## Geschiedenis
De club werd opgericht in 1947 en begon meteen in de Centraal-Azië zone van de tweede groep, een van de zes tweede klasses. In 1948 werd de club derde. Ondanks een slechte notering in 1949 mocht de club in 1950 starten in de klasse B, de nieuwe tweede klasse die slechts uit één groep bestond.
De club eindigde de volgende jaren steevast van onder, maar er was geen degradatie in deze tijd. Vanaf 1953 werd de competitie in drie zones onderverdeeld. Nadat de club in 1955 niet aan de competitie meedeed keerden ze in 1956 terug. In 1961 en 1962 eindigde de club twee keer op rij vierde. Intussen waren er weer meerdere reeksen, maar in 1963 werden de competitie hervormd en werd groep B de derde klasse. De club eindigde wel meteen als vicekampioen achter Lokomotiv Tbilisi en promoveerde zo naar de tweede groep van klasse A, oftewel de tweede klasse. De volgende jaren werd de competitie ook weer met meerdere reeksen uitgebreid. In 1967 werd de club vierde en de volgende twee seizoenen vijfde. In 1970 werd de competitie opnieuw hervormd en ging de club in de Pervaja Liga spelen, die nu de tweede klasse werd.
De club eindigde laatste, maar dat jaar was er geen degradatie. De volgende jaren eindigde de club in de lagere middenmoot en in 1974 degradeerde de club. In 1975 werd de club vicekampioen en promoveerde meteen terug naar de tweede klasse. Na een plaats in de middenmoot ging het weer bergaf en in 1978 werden ze laatst en enkel gespaard van degradatie doordat de competitie uitgebreid werd naar 24 teams, wat uitstel van executie was toen ze in 1979 voorlaatste eindigden. De club slaagde er niet meer in te promoveren en eindigde meestal in de middemoot. In 1991 werden ze vicekampioen.
Na de onafhankelijkheid van Turkmenistan lag de club dan ook in de poleposition om de competitie te domineren en deed dat ook de eerste jaren en was hofleverancier voor het nationale elftal. Na de eeuwwisseling was het succes tanende en in 2007 degradeerde de club voor het eerst. Een jaar later werden ze door financiële problemen zelfs ontbonden.
In 2015 werd de club heropgericht en begon in de tweede klasse, die ze meteen wonnen waardoor ze terugkeerden naar de hoogste klasse.

## Naamswijzigingen
- 1947-1949 Lokomotiv Asjchabad
- 1950-1954 Spartak Asjchabad
- 1956-1959 Kolchoztsji Asjchabad
- 1960-1961 Kopetdag Asjchabad
- 1962-1975 Stroitel Asjchabad
- 1976-1987 Kolchoztsji Asjchabad
- 1988-1991 Kopetdag Asjchabad
- 1991-???? Köpetdag Aşgabat

## Erelijst
Landskampioen
1992, 1993, 1994, 1995, 1998, 2000
- Beker van de Sovjet-Unie

Beker van Turkmenistan
Winnaar: 1993, 1994, 1997, 1999, 2000, 2001, 2018
Finalist: 1995, 2005, 2006, 2020

## Internationale competities
| Seizoen | Competitie                          | Ronde        |                                       | Club             | Score          |
| ------- | ----------------------------------- | ------------ | ------------------------------------- | ---------------- | -------------- |
| 1994–95 | Aziatisch clubkampioenschap         | Voorronde    | Vlag van Kazachstan                   | Ansat Pavlodar   | 2–0 w          |
|         |                                     | Voorronde    | Vlag van Tadzjikistan                 | Sitora Doesjanbe | 7–1 w          |
|         |                                     | Voorronde    | Vlag van Kirgizië                     | Alga Bisjkek     | 1–0 w          |
|         |                                     | Voorronde    | Vlag van Oezbekistan                  | Neftçi Fargʻona  | 1–2 l          |
| 1995–96 | Aziatisch clubkampioenschap         | Eerste ronde | Vlag van Kirgizië                     | Kant-Oil         | (6–0 w, 0–2 l) |
|         |                                     | Tweede ronde | Vlag van Libanon                      | Al-Ansar         | (1–1, 0–5 w)   |
|         |                                     | Kwartfinale  | Vlag van Iran                         | Saipa            | 1–0 l          |
|         |                                     | Kwartfinale  | Vlag van Qatar                        | Al-Arabi         | 2–2            |
|         |                                     | Kwartfinale  | Vlag van Saoedi-Arabië                | Al-Nassr         | 1–0 l          |
| 1996–97 | Aziatisch clubkampioenschap         | Eerste ronde | Vlag van Iran                         | Persepolis       | (0–0, 0–1 l)   |
| 1997–98 | Aziatische beker voor bekerwinnaars | Eerste ronde | Vlag van Oezbekistan                  | Neftçi Fargʻona  | (4–0 w, 2–3 l) |
|         |                                     | Tweede ronde | Vlag van Kazachstan                   | Kairat Almaty    | (3–1 l, 0–2 w) |
|         |                                     | Kwartfinale  | Vlag van Irak                         | Al Shorta        | (4–0 w, 1–1)   |
|         |                                     | Halve finale | Vlag van Saoedi-Arabië                | Al-Nassr         | 2–1 l          |
|         |                                     | Derde plaats | Vlag van China                        | Beijing Guoan    | 4–1 l          |
| 1998–99 | Aziatisch clubkampioenschap         | Eerste ronde | Vlag van Kazachstan                   | Irtysh Pavlodar  | (4–1 w, 0–3 l) |
|         |                                     | Tweede ronde | Vlag van Tadzjikistan                 | Vahš Ķūrġonteppa | (0–1 w, 0–5 w) |
|         |                                     | Kwartfinale  | Vlag van Verenigde Arabische Emiraten | Al-Ain           | 6–1 l          |
|         |                                     | Kwartfinale  | Vlag van Saoedi-Arabië                | Al-Hilal         | 4–2 l          |
|         |                                     | Kwartfinale  | Vlag van Iran                         | Esteghlal        | 1–0 w          |
| 2001–02 | Aziatisch clubkampioenschap         | Eerste ronde | Vlag van Oezbekistan                  | Nasaf Qarshi     | (0–1 l, 0–3 l) |

 Notes: Thuiswedstrijden vetgedrukt

## Bekende oud-spelers
- Valeri Masalitin